# Diassonema Mucungui
Diassonema Mucungui (6 de junio de 1996) es una deportista angoleña que compite en judo.
Ganó una medalla en los Juegos Panafricanos de 2019 y cinco medallas en el Campeonato Africano de Judo entre los años 2017 y 2025.

## Palmarés internacional
| Juegos Panafricanos | Juegos Panafricanos         | Juegos Panafricanos | Juegos Panafricanos |
| Año                 | Lugar                       | Medalla             | Categoría           |
| ------------------- | --------------------------- | ------------------- | ------------------- |
| 2019                | Rabat (Marruecos)           | Medalla de bronce   | –57 kg              |
| Campeonato Africano |                             |                     |                     |
| Año                 | Lugar                       | Medalla             | Categoría           |
| 2017                | Antananarivo (Madagascar)   | Medalla de bronce   | –57 kg              |
| 2019                | Ciudad del Cabo (Sudáfrica) | Medalla de bronce   | –57 kg              |
| 2020                | Antananarivo (Madagascar)   | Medalla de oro      | –57 kg              |
| 2023                | Casablanca (Marruecos)      | Medalla de plata    | –63 kg              |
| 2025                | Abiyán (Costa de Marfil)    | Medalla de bronce   | –70 kg              |